# Asylum of the Daleks
"Asylum of the Daleks" (intitulado "O Asilo dos Daleks" no Brasil) é o primeiro episódio da sétima temporada da série de ficção científica britânica Doctor Who, transmitido originalmente através da BBC One em 1º de setembro de 2012. Foi escrito por Steven Moffat e dirigido por Nick Hurran.
No episódio, o alienígena viajante do tempo conhecido como o Doutor (Matt Smith) é capturado pelos Daleks, assim como seus acompanhantes, o casal Amy Pond (Karen Gillan) e Rory Williams (Arthur Darvill), que estão prestes a se divorciar. Eles são enviados para destruir o Asilo, um planeta onde os Daleks insanos estão exilados. O Doutor é auxiliado por Oswin Oswald (Jenna-Louise Coleman), uma mulher cuja espaçonave caiu no planeta um ano atrás e que está presa desde então.
"Asylum of the Daleks" incorpora uma grande variedade de Daleks vista ao longo dos 50 anos de exibição da série, e foi produzido para fazê-los parecerem assustadores novamente. O episódio marcou a primeira aparição de Coleman, que retornaria em "The Snowmen"; sua participação para esse episódio foi mantida com sucesso como um segredo para o público em geral, pois ela já havia sido anunciada com a nova companheira do Doutor. Em sua exibição original, no Reino Unido, foi assistido por 8,33 milhões de telespectadores. A recepção crítica foi positiva, embora alguns críticos tenham questionado as circunstâncias que levaram ao divórcio de Amy e Rory.

## Enredo

### Prequência
Uma prequência foi lançada no iTunes, em 1º de setembro de 2012, e no Zune e no Amazon Instant Video, em 2 de setembro de 2012. Nela, um mensageiro encapuzado informa ao Doutor que uma mulher, Darla von Karlsen, precisa de sua ajuda para libertar a filha. O mensageiro fornece as coordenadas de espaço-tempo para o planeta Skaro. Além disso, Pond Life, uma prequela em cinco partes diferentes para este episódio, também foi lançada uma semana antes da estreia de "Asylum of the Daleks". A quinta parte faz insinuações sobre o divórcio de Amy e Rory.

### Sinopse
O Doutor é atraído para as ruínas do planeta natal dos Daleks, Skaro, por Darla, um "fantoche" deles, que teleporta-o para o Parlamento dos Daleks. Lá, ele reencontra Amy e Rory, que foram sequestrados, logo após Rory entregar os papéis do seu divórcio para Amy. O Primeiro Ministro Dalek explica que eles possuem um planeta chamado Asilo, onde mantêm os Daleks feridos em batalha que enlouqueceram. Eles não querem matá-los, pois destruir tal ódio puro violaria o seu conceito de "beleza", o que causa repulsa por parte do Doutor. O Parlamento recebe a transmissão de uma ária habanera vinda do centro do Asilo. O Doutor faz contato com a fonte de transmissão: uma mulher chamada Oswin Oswald, que foi a gerente de entretenimento júnior da astronave Alaska, que se colidiu com o planeta. Oswin alega ter impedido os ataques dos Daleks por um ano, passando seu tempo fazendo suflês, o que intriga o Doutor que não consegue imaginar onde ela possa ter conseguido leite. Tal acidente rompeu o campo de força do planeta, então a fuga dos Daleks se tornou um risco iminente. Para prevenir que isso aconteça, o Parlamento deseja destruir o planeta, porém o campo de força só pode ser desativado de dentro do mesmo. Com medo de realizar essa missão, os Daleks ordenam que o Doutor, Rory e Amy façam-na.
Antes de serem jogados por uma brecha no campo de gravidade do planeta, os três recebem braceletes para se protegerem das nuvens de nanogêne do planeta, que convertem aqueles que eles tocam em Daleks para servirem como seguranças para o local. O Doutor e Amy caem perto um do outro e são encontrados por Harvey, outro sobrevivente da colisão de Alaska. Rory, no entanto, caí na parte interior do Asilo, onde acorda acidentalmente alguns de seus habitantes, sendo guiado até uma sala segura por Oswin, que tem acesso a computadores. Enquanto isso, Harvey guia o Doutor e Amy até uma nave de fuga, onde ele os ataca após revelar ser um fantoche dos Daleks. Um destino similar ocorre aos cadáveres dos outros sobreviventes, que são reanimados e atacam o Doutor e Amy. Embora eles consigam fugir e com a ajuda de Oswin encontrem Rory, Amy teve seu bracelete anti-nanogêne roubado e começa a ser convertida, sofrendo de perda de memória e alucinações.
O Doutor teme que os Daleks destruam o planeta assim que o campo de força de for desativado, mas ele percebe que o esconderijo de Rory é um teletransportador, através do qual eles podem voltar ao Parlamento dos Daleks. Oswin concorda em desativar o campo de força se o Doutor vir buscá-la. Quando o Doutor parte, Rory tenta convencer Amy de que ela deve ficar com o seu bracelete. O Doutor afirmou que o amor retarda o processo de transformação em Dalek, então Rory argumenta que ele seria convertido mais lentamente pois a amava mais, se referindo aos 2000 anos que esperou por ela em "The Big Bang". Irritada, Amy responde que ela o ama tanto quanto ele, mas que desistiu de Rory por ter ficado estéril após os acontecimentos de "A Good Man Goes to War", que a impossibilitaram de ter os filhos que ela sabia que ele desejava. Por fim, eles percebem que o Doutor já havia colocado seu bracelete no pulso dela.
O Doutor tenta chegar até o local onde se encontra Oswin, aventurando pela "seção de tratamento intensivo", que abriga os Daleks sobreviveram a batalhas contra ele. Eles começa a se reativar, mas ele é salvo por Oswin, que deleta as informações sobre o Doutor da rede telepática de conhecimento compartilhada pelos Daleks. O Doutor entra na sala de Oswin, apenas para ficar horrorizado ao descobrir que ela é um Dalek. Oswin foi capturada por eles ao chegar no Asilo e, para preservar seu alto intelecto, foi transformada em um ciborgue Dalek ao invés de um fantoche padrão. Incapaz de lidar com a sua transformação, sua mente criou um mundo de fantasia onde ela havia sobrevivido e ainda era humana. Com essa revelação, ela é quase dominada por sua personalidade Dalek, mas por ainda possuir emoções humanas é incapaz de matar o Doutor. Esse confronto faz com que ele perceba que os Daleks se desenvolveram em resposta ao medo que sentiam à sua existência. Oswin cumpre a sua promessa ao desativar o campo de força e faz um último pedido: que ele se lembre dela como a humana que ela já foi um dia. O Doutor se reencontra com Amy e Rory, e eles se teleportam de volta para a TARDIS antes do planeta ser destruído. Os Daleks não conseguem reconhecê-lo devido a remoção de informações sobre ele de suas inteligências interligadas. Alegre, ele deixa a nave e leva Rory e Amy de volta para casa. Ele, então, sai sozinho, deleitando-se por conta a última pergunta feita a seu respeito pelo Parlamento dos Daleks: "Doctor Who?".

### Continuidade
Alguns dos Daleks são sobreviventes de encontros anteriores com o Doutor nos planetas Spiridon (Planet of the Daleks), Kembel ("Mission to the Unknown" e The Daleks' Master Plan), Exxilon (Death to the Daleks), Aridius (The Chase) e Vulcan (The Power of the Daleks). Em sua primeiro fala, Darla refere-se ao fato do Doutor simular sua morte em "The Impossible Astronaut" e em "The Wedding of River Song". Os nanogênes foram mencionados pela primeira no episído "The Empty Child", também escrito por Moffat. Quando quase estava fechando o acordo no Parlamento, o Doutor refere a si mesmo como "a tempestade que se aproxima", apelido mencionado pela primeira vez em "The Parting of the Ways". A questão final: "Doctor who?", além de ser uma referência ao título da série, é a "pergunta que não deve ser respondida" que Dorium faz no final de "The Wedding of River Song".

## Produção
Em 2011, o produtor executivo Steven Moffat anunciou que daria um "descanso" aos Daleks, pois ele achava que suas frequentes aparições faziam deles os inimigos mais fáceis em se derrotar no universo. Moffat disse que os Daleks deviam ser lembrados por serem assustadores, mas que eles haviam ser tornado "fofinhos" ao longo dos anos; com "Asylum of the Daleks" ele pretendia torná-los assustadores novamente. Para ele, a melhor maneria de fazer isso seria representá-los de uma forma que eles parecessem mais loucos do que o habitual. Karen Gillan admitiu que nunca havia se assustado com os Daleks antes de trabalhar neste episódio. Essa foi também a primeira história sobre os Daleks escrita por Moffat; ele disse que "não pôde resistir" a oportunidade.
Em março de 2012, foi anunciado que Jenna-Louise Coleman substituiria Gillan e Darvill a partir do especial de natal da série deste mesmo ano como a próxima acompanhante do Doutor. Foi ideia de Moffat antecipar a estreia da atriz para "Asylum of the Daleks"; como isso não havia sido planejado, ela pensou que faria uma audição para ver em qual papel se encaixaria melhor. Ele pretendia manter sua participação como um segredo e agradeceu a imprensa e aos fãs por essa informação não ter sido espalhada. À época, não foi confirmado se o seu personagem posterior, Clara, seria a mesma pessoa que Oswin, mas sua aparição em "The Snowmen" confirmou que havia uma conexão. Coleman interpretou cada versão do personagem como pessoas diferentes, com "confiança de que haveria uma recompensa" para seu mistério.
"Asylum of the Daleks" foi dirigido por Nick Hurran, que havia dirigido "The Girl Who Waited" e "The God Complex", da temporada anterior. O episódio contém diversos tipos de Daleks encontrados pelo Doutor ao longo dos anos, incluindo o Dalek "Special Weapons", que aparece na história de 1988, Remembrance of the Daleks. A equipe de produção enviou ao estúdio na Baía de Cardiff os diversos modelos de Daleks existentes, incluindo um de propriedade de Russell T Davies, o antecessor de Moffat. A produtora executiva Caroline Skinner conhecia Davies bem e pediu para que emprestasse sua réplica. Ela afirmou que ele ficou "emocionado" pois seu Dalek seria "canonizado". 25 Daleks diferentes foram usados no episódio, com modelos de 1963; Skinner disse que "havia uma verdadeira magia e um senso de história em tê-los." Inicialmente, Moffat estava preocupado sobre como os diferentes Daleks pareceriam juntos, mas ele ficou satisfeito ao vê-los, comentando que a diversidade fez com que parecessem uma espécie, ao invés de robôs idênticos. Devido a grande quantidade, muitos Daleks foram construídos do zero.
As cenas em que apareciam neve foram gravadas na Espanha durante a produção de "A Town Called Mercy". No episódio, é tocado a música da ópera Carmen de Georges Bizet, que foi usada diegeticamente, e também "Feel the Love" da banda Rudimental. O logotipo da série na sequência de abertura apresentou características da textura de um Dalek, em consonância com os variados temas "blockbuster" para cada um dos títulos de abertura do primeiro semestre da série.

## Exibição e recepção
"Asylum of the Daleks" teve uma pré-estreia no BFI Southbank em 14 de agosto de 2012 e no MediaGuardian Edinburgh International Television Festival nos dias 23 a 25 do mesmo mês. Em 25 de agosto, também foi exibido na cidade de Nova York e Toronto. O episódio foi transmitido ao público em 1º de setembro pela BBC One no Reino Unido, pela BBC America nos Estados Unidos  e na Space no Canadá, e em 2 de setembro no serviço ABC iView. Estreou em 8 de setembro de 2012 na ABC1 na Austrália e em 13 de setembro na Prime TV na Nova Zelândia.
Os números preliminares de audiência mostraram que o episódio foi assistido por 6,4 milhões de espectadores, o menor para um episódio de estreia da série moderna; no entanto, os padrões de visualização indicavam que menos pessoas assistiam Doctor Who ao vivo, e ele ganhou no seu horário. A audiência final consolidada foi de 8,33 milhões de espectadores, sendo o terceiro programa mais assistido da semana na BBC One. Também foi o episódio mais visto no BBC iPlayer no dia em que foi ao ar e terminou setembro na primeira posição, com 2,2 milhões de solicitações. Recebeu  um Índice de Apreciação do público de 89, o mais alto para uma abertura de temporada da série.
A audiência na BBC America foi de 1,555 milhões de espectadores. Ficou na primeira posição entre os programas a cabo em seu horário e a transmissão mais assistida na história da rede. O episódio também obteve uma classificação de 0,6 na faixa demográfica de 18 a 49 anos. "Asylum of the Daleks" também foi visto 75 000 vezes no ABC iView na Austrália, um recorde de audiência, e 620 000 assistiram à estreia na Space no Canadá, a segunda melhor audiência de Doctor Who no canal. No Prime na Nova Zelândia, o episódio atraiu 171 690 espectadores, a segunda maior audiência do programa no canal e a maior audiência dele naquele dia.

### Recepção crítica
"Asylum of the Daleks" recebeu uma resposta positiva dos críticos. Dan Martin do The Guardian elogiou o "roteiro de Moffat cheio de momentos inesperados e diálogos animados" e a direção de Nick Hurran. Ele observou ainda que "aconteceu mais coisa no episódio de abertura do que foi abordado nas histórias de duas partes mais recentes, e foi abordado com muito mais profundidade". O revisor também ficou satisfeito que o cenário do asilo pudesse explorar os Daleks ao mesmo tempo em que o tornava uma reminiscência da série clássica. O crítico do The Daily Telegraph, Gavin Fuller, atribuiu-o com quatro de cinco estrelas, descrevendo-o como uma "abertura segura" e destacando o conceito e o design do cenário do asilo. Ele elogiou particularmente Coleman, a quem chamou de "a estrela do episódio". Michael Hogan, também escrevendo para o The Telegraph, deu a "Asylum of the Daleks" uma classificação um pouco mais alta de quatro estrelas e meia de cinco, também elogiando Coleman, bem como muitos detalhes do roteiro.
Neela Debnath do The Independent comentou positivamente sobre a exploração contínua dos Daleks no programa e o "tom mais adulto", elogiando a atuação dos três protagonistas. O escritor da Radio Times Patrick Mulkern afirmou que "atingiu todos os acordes como um fã de Doctor Who por mais de 40 anos, descrevendo-o como "inteligente, rápido, engraçado, misterioso, surpreendente e emocionante". Nick Setchfield da SFX Magazine deu ao episódio a nota máxima de cinco estrelas, chamando-o de uma "abertura de temporada forte e cinematograficamente pensativa" que conseguiu tornar os Daleks aterrorizantes". Ele também elogiou a estreia de Coleman, a atuação de Smith, os efeitos especiais e a subtrama emocional de Amy e Rory. O crítico do io9 Charlie Jane Anders observou que que a trama "é principalmente apenas uma desculpa para explorar o relacionamento contínuo do Doutor com os Daleks e para mostrar o quão triste ele ficou". Tanto Anders quanto Mulkern (este último citando uma veterana de Doctor Who, Katy Manning) notaram que o fascínio de Oswin por ovos, necessários para fazer suflês, é na verdade apenas um truque mental para bloquear o condicionamento "exterminar" ("terminar os ovos"); este artifício literário é antecipado ao longo do episódio como uma série de pistas sutis, como Rory sendo confundido por um Dalek adormecido, que ele inicialmente interpreta erroneamente como dizendo "ovos".
Morgan Jeffery, do Digital Spy, também concedeu-o cinco estrelas, embora tenha achado que o rompimento de Amy e Rory foi "um pouco difícil de comprar", pois foi resolvido rapidamente, mesmo que a situação tenha sido "tratada com sensibilidade" e "executada com destreza". Keith Phipps, do The A.V. Club, avaliou "Asylum of the Daleks" com uma nota "B+", também escrevendo que ele tinha uma "implicância" com o problema do casamento dos Ponds, pois não havia sido prenunciado, mas, no final das contas, acreditou que o episódio "começa bem a temporada, ao mesmo tempo em que cria uma sensação de que tudo pode acontecer". Matt Risley, da IGN, classificou o episódio com uma nota 8,5 de 10, dizendo que a "única desvantagem" foi que "parecia menos um conto sobre os Daleks do que uma aventura pela qual eles estavam apenas de passagem". Maureen Ryan, escrevendo para o The Huffington Post, sentiu que foi um "início de temporada arrasador" que redimiu os Daleks de "Victory of the Daleks". Enquanto ela elogiou a atuação de Gillan e Darvill durante o confronto emocional de Amy e Rory, ela observou que eles não eram um casal que se separaria por causa de infertilidade.
O episódio foi indicado ao Prêmio Hugo de 2013 de Melhor Apresentação Dramática (Forma Curta) junto com "The Angels Take Manhattan" e "The Snowmen".